# Paul Fannin
Paul Jones Fannin (Ashland, 29 januari 1907 - Phoenix (Arizona) 13 januari 2002) was een Amerikaans zakenman en politicus van de Republikeinse Partij. Fannin was senator voor Arizona van 1965 tot 1977. Daarvoor diende hij tussen 1958 en 1965 als 11e gouverneur van Arizona.
Paul Fannin werd in 1907 geboren in Ashland Kentucky waarna zijn gezin na acht maanden verhuisde naar Phoenix, Arizona. Fannin ging naar de Universiteit van Arizona waarna hij twee jaar later zijn studie voortzette op de Standford-universiteit, waar hij in 1930 zijn bachelor behaalde.

## Politieke carrière
Als Republikein werd Fannin in 1958 gekozen tot gouverneur van Arizona. Hij versloeg zijn Democratische tegenstander Robert Morrison met 10,3% (29.807 stemmen) . In 1960 en 1962 werd hij herverkozen als gouverneur . 
In 1964, toen Senator Barry Goldwater afzag van een herverkiezing met het oog op de aankomende presidentsverkiezingen, wist Fannin met succes een gooi te doen naar zijn Senaatszetel. Hij won van zijn Democratische tegenstander Roy Elson met een marge van 2,9% (13.377 stemmen) . Fannin wist in 1970 herverkiezing veilig te stellen. Dit keer versloeg hij zijn Democratische tegenstander Sam Grossman met een grotere marge van bijna 12% (48.772 stemmen). In 1976 zag hij af van een derde herverkiezing.
Na zijn politieke carrière bleef hij woonachtend in Phoenix tot hij op 13 januari 2002 stierf aan een beroerte.
- Gemeinsame Normdatei: 1190324997
- International Standard Name Identifier: 0000 0000 2710 3641
- Library of Congress Control Number: n87836702
- National Archives and Records Administration: 10572204
- SNAC: w6gt7685
- Biographical Directory of the United States Congress: F000013
- Virtual International Authority File: 50747785
- WorldCat: E39PBJx4rR4Dbv94KDPpfV63Qq